# Viktor Holtz
Pour les articles homonymes, voir Holtz (homonymie).
Viktor Holtz (3 mai 1846– 3 septembre 1919) est un enseignant allemand qui est conseiller étranger au Japon pendant l'ère Meiji. C'est l'un des pionniers des relations culturelles et universitaires entre l'Allemagne et le Japon.

## Biographie
Holtz voit le jour à Stolberg en Prusse. Il étudie à l'académie royale catholique de Kempen et devient ainsi instituteur à Aix-la-Chapelle. En 1869, il est chargé de la formation des enseignants à l'académie de Boppard. 
En 1870, le ministère de l'Éducation l'envoie au Japon, à la demande du gouvernement de Meiji, où il devient conseiller étranger à Tokyo pour un contrat de trois ans. Il est choisi pour ses connaissances en langues étrangères. Ainsi, avec les célèbres chirurgiens militaires Theodor Hoffmann (de) et Leopold Benjamin Müller, il fait partie du premier groupe d'Allemands envoyé par la Prusse pour moderniser et occidentaliser l'éducation japonaise.
Holtz est tout d'abord assigné à l'université du Sud (Daigaku Nankō, un corps enseignant antérieur à l'université impériale de Tokyo) ; puis en 1872, l'école de Holtz devient indépendante, du moins sur le papier. Le nom est changé en "École allemande". Holtz est le seul professeur à enseigner onze matières différentes. Mais à cause du changement du système éducatif de l'empire du Japon, l'école fusionne avec l'école Kaisei en août 1873. Au même moment, Holtz est transféré à l'école de médecine de Tokyo (Tokyo Igakkō) pour le reste de son contrat, qui est prolongé de 8 mois par deux fois. Néanmoins, l'adaptation impossible de l'éducation à l'allemande met fin à la période pionnière sans réels effets durables. 
En 1875, il rentre à Boppard et est transféré à Prüm en 1877, à Schrimm en 1889 et à Poznań, en Pologne, en 1902, où il meurt en 1919.